# Van Styrum

Van Styrum is een Haarlems regentengeslacht waarvan een lid in 1816 verheven werd in de Nederlandse adel.

## Geschiedenis
De bewezen stamreeks begint met Gerrit van Stierom die in 1610 en 1617 te Zutphen wordt vermeld. Zijn zoon werd impostmeester van het gemaal te Haarlem waarna de familie haar Haarlemse geschiedenis begon. Een zoon van de laatste, Jan (1643-1680) werd secretaris van Haarlem.
In 1811 werd mr. Jan van Styrum (1757-1824) verheven tot baron de l'Empire bij (Frans) keizerlijk besluit. In 1816 werd dezelfde verheven in de Nederlandse adel, om nog in hetzelfde jaar de titel van baron te krijgen, verleend bij eerstgeboorte.

## Enkele telgen
Antony van Styrum (†1664), impostmeester van het gemaal te Haarlem
- mr. Jan van Styrum (1643-1680), advocaat bij het Hof van Holland, secretaris van Haarlem
  - mr. Antony van Styrum (1679-1756), advocaat bij het Hof van Holland, schepen, raad in de vroedschap van Haarlem
    - mr. Jan van Styrum (1721-1774), advocaat bij het Hof van Holland, raad in de vroedschap, schepen en schout van Haarlem, bewindhebber VOC
      - mr. Jan baron van Styrum (1757-1824), advocaat bij het Hof van Holland, poorter van Gouda (1776) en van Haarlem (1781), raad in de vroedschap, schepen en hoofdschout van Haarlem, landdrost van Amstelland, lid raad van Haarlem en lid van de staten en de ridderschap van Holland; 1816 verheven in de Nederlandse adel, 1816 verlening van titel van baron bij eerstgeboorte
        - jkvr. Cornelia Catharina van Styrum (1790-1879); trouwde in 1812 met Prosper Isidore Tampon de la Jarriette (1777-1859), thesaurier van Nantes
        - jhr. Adolf Jacob van Styrum (1794-1816), luitenant-ter-zee
        - mr. Floris Willem baron van Styrum (1801-1873), lid van de Tweede Kamer, ridder in de Militaire Willems-Orde
          - mr. Albert Johan Jacob baron van Styrum (1851-1916), raadsheer en vicepresident van het gerechtshof te Den Bosch
          - jhr. mr. Floris Willem van Styrum (1855-1929), onder andere lid van de Tweede Kamer
            - jkvr. Isabella van Stijrum (1887-1969); trouwde in 1916 met jhr. ir. Arnold Carl von Weiler (1892-1993), directeur Koninklijke Van Kempen & Begeer, lid van de familie Von Weiler
            - jkvr. Carolina Johanna Henriette van Stijrum (1894-1981); trouwde in 1918 met Willem Christophe Roest van Limburg (1891-1954), ondercommandant Binnenlandse Strijdkrachten

          - jkvr. Caroline Louise van Styrum (1858-1903); trouwde in 1881 met mr. Henricus Jacobus van Heijst (1856-1949), onder andere hoogheemraad Lekdijk Bovendams
          - jkvr. Henriette van Styrum (1863-1935); trouwde in 1884 met François Reinier van Royen (1861-1917), kolonel, lid van de familie Van Royen (Breukelerveen)

        - jkvr. Marie Helene Cornelia van Styrum (1805-1873); trouwde in 1842 met Henry Edouard van Hees, heer van de Tempel (1811-1865), luitenant-ter-zee
        - jhr. mr. Louis van Styrum (1809-1895), raadsheer provinciaal gerechtshof te Utrecht; trouwde in 1837 jkvr. Frederica Carolina von Daehne, vrouwe van Zuylestein en Leersum (1810-1891)
          - jhr. Charles Albert van Stijrum (1839-1896)
            - jhr. Johan Charles van Styrum (1870-1901), burgemeester van Oud-Alblas

          - jkvr. Florence Wilhelmina van Styrum (1846-1940); trouwde in 1873 mr. Adrien Telders (1843-1913), raadsheer en vicepresident bij de Hoge Raad der Nederlanden
          - jkvr. Louise Caroline van Styrum (1849-1946); trouwde in 1876 met Johannes Willem Antonie Immink (1848-1926), burgemeester en secretaris van Nieuwendam

      - Maria Jacoba van Styrum (1763-1848); trouwde in 1801 met Leopold graaf van Limburg Stirum (1758-1840), onder andere luitenant-generaal en lid van het Driemanschap van 1813